# 新华社伦敦分社
新华社伦敦分社，是新华社驻英国伦敦的新闻派出机构。

## 历史
1947年2月，黄作梅被英王乔治六世邀请，到伦敦参加二战胜利大游行，1947年6月26日被授予大英帝國员佐勳章（MBE），表彰其在1945年9月2日前对英军的东南亚军事行动作出的贡献。黄作梅还应邀代表中共参加了英国共产党的代表大会。1947年6月10日黄作梅以新华通讯社记者身份创办新华社伦敦分社。分社的筹建工作得到了中共驻欧洲代表刘宁一的支持和指导。分社实际上就三个人，除了黄作梅，还有英籍华人、英共党员陈天声、陈依范（杰克·陈）。分社以陈天声的私人名义（天声公司）注册，法人代表陈天声。在路透社租了一间房作为办公室，地址为舰队街132号。出版发行面向欧美国家的英文《新华社新闻稿》，每周一期。刊头注明“New China News Agency”“London and European Office”。分社的任务是用无线收报机抄收新华社英文新闻稿，油印装订后寄送欧美报社的订阅客户。至1948年5月每期发行350份。随着国内内战形势发展，至1948年10月分社的新华电讯星期刊每期发行450份，覆盖了欧美外的印度、缅甸、阿根廷；中共每次发布重要文件，法国政府等向伦敦分社索要。
1949年6月，黄作梅接任新华社香港分社第二任社长；伦敦分社由陈天声负责继续以前工作。陈天声1908年生于牙买加。9岁时曾回中国上学，中英文都靠自学打的基础。18岁成为海员，很快就加入海员工会，积极参加争取海员工人权利的斗争，成为中国海员工会驻英国利物浦的领导成员。第二次世界大战中，积极支持英国反法西斯的战斗，报名参加伦敦消防队。1945年从英国共产党转为中国共产党党员。2004年11月27日去世。
根据中英双方达成交换记者的正式协议，1957年7月31日，新华社首次派出常驻伦敦的记者彭迪及其夫人钱行。陈天声个人主持的新华社出稿站也正式成为新华社驻伦敦分社的一部分，办公室外的铜牌由陈天声个人的名字改成了“新华通讯社”。